# Severovzhodni derbi
Severnovzhodni derbi je nogometna tekma med kluboma NK Maribor in NŠ Mura.
Je drugi največji derbi v Sloveniji. Danes večina medijev in navijačev pojmuje tekme med kluboma NK Maribor in NŠ Mura, in se ima skupaj z navijači za naslednike leta 2004 propadle NK Mura in leta 2013 propadle ND Mura 05, za nadaljevanje derbija. 
Derbi poleg nogometa pogosto zaznamujejo dogodki ob igrišču in občasni izgredi navijačev Viol in Black Gringosov.